# Parafia św. Wojciecha w Jankowie Zaleśnym
Parafia Świętego Wojciecha w Jankowie Zaleśnym – parafia rzymskokatolicka, znajdująca się w diecezji kaliskiej, w dekanacie Raszków.